# ليزا روي
ليزا روي (بالإنجليزية: Lisa Roy)‏ هي مجدفة كندية، ولدت في 16 يناير 1959 في فانكوفر في كندا.

## وصلات خارجية
- ليزا روي على موقع الاتحاد الدولي للتجديف (الإنجليزية)
- ليزا روي على موقع اللجنة الأولمبية الدولية (الإنجليزية)
- ليزا روي على موقع أوليمبيديا (الإنجليزية)